# Patrician
Patrician és la saga d'un videojoc creat per Ascaron, en què s'ha d'assumir el paper d'un mercader, fins a convertir-lo en un governador de la Lliga Hanseàtica. Amb més d'1.000.000 de jugadors arreu del món, s'ha convertit en un dels màxims exponent d'estratègia.
La sèrie, actualment, compta amb tres lliuraments:
- The Patrician (creat el 1992)
- Patrician II: Fortuna, Poder i Victòria (creat el 2000)
- Patrician III: Rise of the Hanse (creat el 2003)

També es pot gaudir actualment d'una versió en línia del joc anomenada Patrizian Online, que fins al moment es troba disponible en alemany.

## Sinopsi
Al començament el jugador és un simple mercader insignificant d'una ciutat del nord d'Europa que haurà d'obrir-se pas per a convertir-se en un gran home de negocis i podrà ser l'alcalde de la seva ciutat i fins i tot optar a convertir-se en el governador de la Lliga Hanseàtica. Per a arribar a aquest objectiu s'ha d'aconseguir el reconeixement i el prestigi dels habitants de les ciutats, ja siguin rics o pobres, i tractar d'aconseguir beneficis mitjançant el comerç marítim, la producció de béns i la culminació de missions. Es pot augmentar l'estatus mitjançant millores a la ciutat i mantenint el subministrament de productes, o es pot enriquir mitjançant la pirateria i el contraban.
El joc se situa entre el segle xiv i el xv, a ciutats tan mítiques com Lübeck o Malmö.

## Característiques principals
Nota: Característiques només disponibles per al Patrician III.
- L'"Engine PIII" gestiona simultàniament l'activitat de 25 ciutats i un milió d'habitants.
- 7 missions: "El gran incendi", "La pesta negra", "Gana ", "Banca trencada" i "Imperi dels Mars", "Introducció a Patrician " i "Vaixell fantasma".
- Pluja, neu, gel, tempestes... La climatologia influeix decisivament sobre l'estratègia per a aconseguir la victòria.
- Crea noves rutes terrestres per ampliar les oportunitats de comerç entre les ciutats més puixants de l'Imperi.
- Crea ciutats per fer-les prosperar, descobrint el cau dels pirates i acabant amb els seus vaixells... Noves i arriscades missions per a conquerir l'Imperi dels Mars.
- Veles estripades, danys en el casc, foc a bord... Nous efectes visuals que reforcen el realisme de la batalla.
- Manual imprès a tot color i "El Llegat", un manuscrit amb els secrets millor guardats de l'Imperi dels Mars.

Patrician III permet jugar a 8 jugadors a Internet amb la possibilitat de guardar la partida per a reprendre-la en qualsevol moment. Els jugadors també podran optar per partides en xarxa local o partides per a diversos jugadors en un mateix ordinador.

## Rangs
1. Mercader (El rang que un té al començament)
2. Mestre Mercader (Són necessàries unes 100.000 monedes)
3. Patró (Són necessàries unes 200.000 monedes)
4. Notable (Són necessàries unes 300.000 monedes, estar registrat al gremi de la ciutat i tenir permís per establir negocis en altres ciutats)
5. Conseller(Són necessàries unes 500.000 monedes)
6. Patrici (Són necessàries unes 900.000 monedes)
7. Alcalde (Votacions entre els ciutadans)
8. Governador (Votacions entre alcaldes, hi ha l'opció de ser governador quan s'han complert com a mínim dues missions)

La reputació obtinguda és el reflex de les accions a la Hansa.
| Costat Bo     | Costat dolent |
| ------------- | ------------- |
| Inexpert      | Inexpert      |
| Emprenedor    | Agosarat      |
| Competent     | Astut         |
| Experimentat  | Ambiciós      |
| Distingit     | Cobdiciós     |
| Eminent       | Arrogant      |
| Il·lustre     | Sinistre      |
| Extraordinari | Despietat     |

Els dos bàndols tenen les seves coses bones i dolentes. Si un escull el bon camí, l'ajudarà a arribar a governador i pujar la reputació entre els ciutadans però, en canvi, els pirates l'atacaran més.
Si un és dels dolents, els pirates no l'atacaran però, en canvi, li serà difícil pujar de rang.

## Naus

### Goleta
La Goleta, és la nau més bàsica de totes les disponibles. Es ràpida, maniobrable i molt econòmica. Tot i això, és molt feble i no té gaire capacitat de carga.
- Capacitat: 15-25
- Artilleria: 0-6
- Tripulació: 5-23 mariners
- Velocitat: 5
- Capacitat de maniobra: 100%
- Despeses de construcció: 11.500-12.800

### Caravel·la
La caravel·la és una de les millors naus. Es la més ràpida de totes, té un òptim equilibri entre artilleria i càrrega de materials, a més de ser una nau barata i de fàcil construcció, idònia per a piratejar, amb una gran capacitat de maniobra.
- Capacitat: 28-35
- Artilleria: 0-10
- Tripulació: 8-31 mariners
- Velocitat: 6
- Capacitat de maniobra: 95%
- Despeses de construcció: 24.400-26.000

### Nau
La nau, és un vaixell fort, robust i resistent, encara que no gaire ràpida. És idònia per a transportar-hi grans quantitats de materials, si no t'importa que no arribin el més ràpid possible, donç és la nau més lenta de totes, ja que només posseeix una sola vela. És idònia per a fer expedicions llargues, donat què aguantarà tot el que li llencin. També és bona si et vols dedicar a la pirateria.
- Capacitat: 45-55
- Artilleria: 8-18
- Tripulació: 10-55 mariners
- Velocitat: 4
- Capacitat de maniobra: 80%
- Despeses de construcció: 22.300-23.500

### Galió
El Galió és la nau més resistent, la més forta, de velocitat mitjana i té el millor espai disponible per a portar-hi aliments. Increïblement útil per a combatre pirates, ja que és la més ampliable, per la qual cosa és ideal per a dedicar-se a la pirateria. Per contra és la més cara i la que més triga a ser construïda, perfecta per a fer expedicions el més llargues possibles, ja què ningú tindrà prou armament per a combatre aquest monstre de mar.
- Capacitat: 55-70
- Artilleria: 12-24
- Tripulació: 12-70 mariners
- Velocitat: 5
- Capacitat de maniobra: 85%
- Despeses de construcció: 34.500-36.600

## Taula de preus
| Producte | Preu Base | Preu Màxim de Compra | Preu Mínim de Venda |
| -------- | --------- | -------------------- | ------------------- |
| Oli      | 82        | 100                  | 160                 |
| Terrissa | 170       | 220                  | 280                 |
| Carn     | 957       | 1000                 | 1300                |
| Cervesa  | 35        | 50                   | 65                  |
| Cuir     | 224       | 450                  | 350                 |
| Cànem    | 440       | 200                  | 600                 |
| Espècies | 150       | 130                  | 500                 |
| Gra      | 110       | 350                  | 140                 |
| Eines    | 256       | 900                  | 500                 |
| Ferro    | 880       | 900                  | 1300                |
| Llana    | 880       | 1000                 | 1400                |
| Fusta    | 55        | 70                   | 110                 |
| Mel      | 110       | 120                  | 140                 |
| Peix     | 440       | 500                  | 600                 |
| Pells    | 675       | 900                  | 1350                |
| Teles    | 207       | 280                  | 400                 |
| Vi       | 220       | 250                  | 420                 |

## Casament
Les versions anglesa i alemanya de Patrician donen l'opció de triar el sexe, així que també teniu l'opció de ser una dona i casar-vos amb un home, però, això no està disponible en la versió en castellà.
Amb les dones les coses són ben senzilles, ja que si a la foto surt alegre i és de color clar, es portarà molt bé entre els ciutadans, però no així amb els consellers; si és al contrari, si a la foto surt seriosa i de colors formals, es portarà bé entre els consellers i no entre els ciutadans.
En l'opció dels homes, sol ser més complicat, car la gran majoria de vegades és aleatori.

## Requisits del sistema
The Patrician
- Sistema MS-DOS o Windows
- 1.8 Mb al disc dur

Patrician II: Victòria, Fortuna i Poder
- Windows 95/98/2000/Me/XP/Vista
- Pentium II de 233 MHz / AMD K6-2
- 32 Mb de RAM
- Targeta Vídeo de 4 Mb
- 380 Mb al disc dur
- Lector de CD de 4X
- DirectX 7.0

Patrician III: Rise of the Hanse
- Windows 98/Me/XP/Vista
- Pentium II de 233 Mhz / Amd K6-2
- 64 Mb de RAM
- Targeta Vídeo de 8 Mb
- 600 Mb al disc dur
- Lector de CD de 4X
- DirectX 9.0